# Municipio de Cedar (condado de Wilson)
El municipio de Cedar (en inglés: Cedar Township) es un municipio ubicado en el condado de Wilson en el estado estadounidense de Kansas. En el año 2010 tenía una población de 613 habitantes y una densidad poblacional de 6,56 personas por km².

## Geografía
El municipio de Cedar se encuentra ubicado en las coordenadas 37°30′58″N 95°40′59″O / 37.51611, -95.68306. Según la Oficina del Censo de los Estados Unidos, el municipio tiene una superficie total de 93.44 km², de la cual 92,53 km² corresponden a tierra firme y (0,97 %) 0,9 km² es agua.

## Demografía
Según el censo de 2010, había 613 personas residiendo en el municipio de Cedar. La densidad de población era de 6,56 hab./km². De los 613 habitantes, el municipio de Cedar estaba compuesto por el 94,78 % blancos, el 0,82 % eran amerindios y el 4,4 % eran de una mezcla de razas. Del total de la población el 1,96 % eran hispanos o latinos de cualquier raza.